# مهمانی خانگی ۴: تا آخرین لحظه
مهمانی خانگی ۴: تا آخرین لحظه (به انگلیسی: House Party 4: Down to the Last Minute) یک فیلم کمدی آمریکایی ویدئویی محصول سال ۲۰۰۰ است. این چهارمین قسمت مستقل از سری فیلم‌های مهمانی خانگی است زیرا هیچ ارتباطی با هیچ‌یک از فیلم‌های قبلی یا فیلم بعدی ندارد.
در پایان فیلم، جان جون و مونیک به دنباله‌ای با محوریت مونیک به عنوان قهرمان داستان اشاره می‌کنند. اما این فیلم هرگز تولید نشد. قسمت پنجم با عنوان مهمانی خانگی: امشب شب موعود است در سال ۲۰۱۳ به صورت فیلم ویدئویی منتشر شد که دنباله مهمانی خانگی ۳ (۱۹۹۴) است و این فیلم را کاملاً نادیده می‌گیرد.